# Ghazní (město)
Ghazní (persky غزنی‎), historicky známé také jako Ghazna (غزنه‎), je město v Afghánistánu, hlavní město provincie Ghazní. K roku 2019 v něm žilo přibližně 270 tisíc obyvatel.

## Poloha a doprava
Ghazní leží na historické i současné trase z Kábulu do Kandaháru v nadmořské výšce 2219 metrů.

## Dějiny
Jedná se o starobylé město, které dosáhlo největšího významu jako centrum Ghaznovské říše v 10. až 12. století. V této době zde také působili významní spisovatelé a učenci, například Firdausí a Aliboron. Pak bylo součástí Chórezmské říše.
Když jej v roce 1333 popisuje Abú Abdallah ibn Battúta, je už ve značném úpadku.
V roce 1738 dobyl Ghaznu Nádir Šáh pro Afšárovce. Později patřila mezi centra Durránské říše.
Za První anglo-afghánské války dobyli Ghazní v červenci 1839 Britové.
V rámci války v Afghánistánu zde vybudovaly svou vojenskou základnu Ozbrojené síly Spojených států amerických. V závěru srpna 2021 zde nechalo hnutí Taliban strhnout jeden ze symbolů města, Ghaznískou bránu.

### Rodáci
- Mahmúd z Ghazny (971–1030), vládce Ghaznovské říše